# Edith Barr
Nora Edith Barr García (Lima, 1 de junio de 1936) es una cantante e intérprete de la música criolla peruana. En el ámbito musical es conocida como "La Flor Morena de la Canción Criolla". Grabó aproximadamente 32 LPS, además de discos compactos y 300 discos de 45 RPM.

## Biografía
Edith Barr nació el 1 de junio de 1936 en Lima y creció en el distrito de La Victoria. Fue una de los cuatro hijos de Guillermo Barr, réferi originario de Áncash, y Juana García, natural de Ica. Su interés por la música criolla se vio influenciado por su tío, el cantante de boleros Gonzalo Barr. Fue reina del centro musical Victoria a los 10 años.

## Carrera musical
A los 13 años, Edith Barr inició su carrera artística cuando la compositora Alicia Duarte descubrió su talento y la invitó a participar en un programa dominical de música criolla en Radio Nacional. En su debut, fue acompañada por el artista Filomeno Ormeño en el piano.
A los 14 años el periodista y libretista Juan Malbort Ratto le otorgó el seudónimo con el que sería reconocida a lo largo de su trayectoria: “La Flor Morena de la Canción Criolla”.
A los 16 años, se convirtió en la primera cantante peruana en presentarse en el Hotel Waldorf Astoria de Nueva York. También actuó en escenarios de renombre como la Cadena NBC de Boston, el Fontainebleau de Miami, el Patio de México, el Tequendama de Colombia y el Tamanaco de Venezuela. Asimismo, fue contratada para la inauguración del Canal 13 de Buenos Aires.
A los 17 años, grabó su primera producción musical con el vals Puñaladas, compuesto por Emilio Peláez Montero. A lo largo de su carrera, grabó aproximadamente 32 LPS, además de discos compactos y 300 discos de 45 RPM. Su repertorio incluyó emblemáticos temas como Indio, y Viva el Perú y Sereno, de Alicia Maguiña; José Antonio, Bello Durmiente, y Flor de la Canela, de Chabuca Granda; y Limeña, y La Flor de Lima, de Augusto Polo Campos.
Edith Barr también incursionó en la televisión, conduciendo programas en los canales 4, 5 y 9. Su programa más reconocido fue La revista de Edith. También fue artista exclusiva del Grill del Hotel Bolívar durante siete años. Durante su carrera, tuvo la oportunidad de aprender boleros directamente del mexicano Jesús "Chucho" Navarro y de compartir escenario con Javier Solís.
En 1983, a los 47 años, inauguró su propio local, La Casa de Edith, en el distrito de Miraflores.
En 1985, Edith Barr hizo una presentación para el Papa Juan Pablo II durante su primera visita al Perú, interpretando la marinera limeña Tun Tun, de Chabuca Granda. Esto se llevó a cabo el 5 de febrero en el Hipódromo de Monterrico, durante un encuentro del sumo pontífice con la juventud peruana.

## Reconocimientos
Barr fue ganadora en tres ocasiones del Festival de Ancón en la categoría de música criolla. En el año 2000, recibió la Orden al Mérito por Servicios Distinguidos en el grado de Comendador, otorgada por la Cancillería de la República. Ese mismo año, la Universidad Nacional Mayor de San Marcos la homenajeó por sus 50 años de trayectoria artística.
En 1986, el Ministerio de Industria y Turismo la nombró Embajadora Turística del Perú. Además, recibió un reconocimiento de la Organización de los Estados Americanos (OEA) tras su presentación en Washington D. C., en conmemoración de los 491 años del descubrimiento de América.